# 當代書法博物館
现代书法博物馆是书法专题博物馆，位于索科利尼基公园。博物馆展出来自60多个国家的书法家作品。现代书法博物馆的发起单位是索科利尼基会展中心和全国书法家联盟。博物馆的正式开放日期是2008年8月14日。
现代书法博物馆是国际博物馆协会（ICOM）会员单位，美国博物馆协会（AAM）和欧洲博物馆行业联盟成员。博物馆举办的展览均得到俄罗斯联邦文化部的支持。在俄罗斯联邦联合国教科文组织全国委员会的领导下，博物馆于2009年在莫斯科举办了国际书法展览会，并通过了国际展览业协会（UFI）认证。一年后举办的第三届国际书法展览会获得了俄罗斯展览与交易会联盟标志。
创始人兼馆长——索科利尼基会展中心总裁阿列克谢·沙布罗夫。

## 博物馆创新之举
- 俄罗斯首家也是目前唯一的一家书法艺术博物馆。[2]
- 藏品选择不是依据传统标准规范，而更多考虑到视觉感知的特殊性。
- 博物馆是一个创意工作室，在这里人们可以与作品的作者进行面对面交流，实现信息互通和印象分享，并在大师指导下完成自己的首次书法创作，参加小组书法表演。

## 现代书法博物馆历史沿革
2008年8月14日——现代书法博物馆在莫斯科开馆。
2008年9月16-21日——首届国际书法展览会（圣彼得堡列宾美术学院）。
2008年12月6-14日——现代书法博物馆《世界书法之谜》展。
2008年12月12日——彼得· 乔比季科创作的俄罗斯联邦首部手书宪法展示会。
2009年3月26日——日本书法家广瀬和佐志田大师班。
2009年4月14-19日——现代书法博物馆日本《樱花》文化节。
2009年5月18日——博物馆成为国际博物馆协会（ИКОМ  России）会员单位。
2009年5月22日——《国际书法展览会》项目获得俄罗斯联邦联合国教科文组织全国委员会支持。
2009年5月23日——现代书法博物馆斯拉夫文字日。
2009年6月3日——博物馆参加第十一届《网络博物馆—2009》莫斯科博物馆国际文化节活动。
2009年6月30日——首届全俄《书法中的圣经》竞赛项目启动。
2009年7月8日——在意大利举行的八国集团首脑会议上，德米特里·梅德韦杰夫收到了西尔维奥·贝卢斯科尼赠送的手书俄罗斯联邦国歌。该手书作品乃现代书法博物馆领导人接受意大利Marilena Ferrari-FMR出版社定制而创作，后者以VIP礼品高端定制享誉全球。手书国歌的创作者为《国际书法展览会》参展者叶夫根尼·德罗比亚津和教宗本笃十六世的书法家巴尔巴拉·卡利佐拉里。
2009年9月23日——莫斯科和全俄罗斯东正教大牧首基里尔为博物馆项目祈福，并给现代书法博物馆馆长阿列克谢·沙布罗夫和全国书法家联盟主席彼得·乔比季科发来贺信。
2009年8月14日——博物馆成立一周年。俄罗斯联邦文化部副部长A.E.布瑟金出席索科利尼基隆重庆祝活动并表示祝贺。吉尼斯世界纪录中收录的一件作品被运抵博物馆，这件作品是以色列著名书法家亚伯拉罕·博尔谢夫斯基在耶路撒冷书写的门柱圣卷之王。
2009年10月14日- 11月14日——第二届国际书法展览会（索科利尼基会展中心，莫斯科）。 阿拉伯书法大师、联合国教科文组织国际艺术评审团成员恩扎·马赫达乌伊（突尼斯）作品参展。
2009年11月2日——博物馆《国际书法展览会》项目通过巴黎全球展览业协会(UFI)认证。
2010年3月23日——据伦敦Exhibition News Awards消息，国际书法展览会正成长为展览项目世界冠军选手。
2010年3月26-28日——现代书法博物馆日本文化节。
2010年5月27-28日——现代书法博物馆斯拉夫文字日。
2010年7月8日——现代书法博物馆成为美国博物馆协会会员单位(AAM)。
2010年8月1日——现代书法博物馆成为欧洲博物馆行业联盟成员(EMF)。
2010年9月10-12日——第三届国际书法展览会（雅罗斯拉夫宫廷，大诺夫哥罗德）。参观人数破纪录——3天内达到37000多人。 展览得到诺夫哥罗德州州长С. Г.米京和大诺夫哥罗德市市长Ю. И. 博布雷舍夫的支持。
2010年11月17日——11至14世纪白桦树皮识字真本与诺夫哥罗德国家联合博物馆保护区馆藏1575年《福音书》一日展。
2010年11月18日——依托现代书法博物馆开设俄罗斯首家国立优美书写艺术学校。全国书法家联盟盟员尤里·伊万诺维奇·科韦尔佳耶夫任学校督导员。
2011年2月3日——博物馆《国际书法展览会》项目获俄罗斯展览与交易会联盟标志。
2011年2月14日——情人节活动。书法家寄语情人节。
2011年3月-5月——现代书法博物馆举行周末室内古典音乐会。
2011年3月27日——韩国文字日活动。书法家金钟琪参观博物馆并授课大师班。
2011年3月29-30日——日本文化节活动。广濑和佐志田授课大师班。
2011年6月1日——庆祝六一儿童节书法节活动。
2011年10月16日——博物馆大师班新季开课。
2012年4月8日——复活节前夕举办旨在弘扬彩蛋绘画艺术的斯拉夫复活节彩蛋日活动。
2012年5月12日——现代书法博物馆斯拉夫文字日活动。
2012年11月1日-12月15日——第四届国际书法展览会在莫斯科现代书法博物馆举办。展览会仍然安排了俄罗斯和外国书法家授课的讲座和大师班。此次展览的一个显著特点是展品几经变换。
2013年3月15-21日——韩国书法家金钟琪书法作品展。
2014年4月3-7日—— 《俄罗斯-亚洲》艺术展，展出来自中国、日本、韩国、以色列和其他国家的书法杰作。
2014年9月12日-10月12日——В.В.沙波瓦洛夫《书法、水和机遇》个人作品展。
2014年11月14-30日——庆祝俄罗斯字体艺术大师、设计师、书法家、造型艺术学副博士，科祖博夫·格奥尔吉·伊万诺维奇教授75寿辰作品展。
2015年3月14日-4月12日——第五届国际书法展览会在莫斯科现代书法博物馆举行。来自世界50多个国家90位书法家参展。展览主题是《祖国反思》。
2015年5月5-17日——纪念伟大卫国战争胜利70周年《伟大的胜利》书法展。
2016年12月2-30日——《书写莫斯科》展。
2017年9月1-10日——第六届国际书法展览会开幕，标志着莫斯科秋季文化节正式拉开帷幕。
2018年5月9-31日——庆祝伟大卫国战争胜利书法展。

## 博物馆活动
- 国际书法展览会： 首届国际书法展览会于2008年在圣彼得堡举办。来自26个国家的68位书法家作品参展。  第二届国际书法展览会于2009年在莫斯科索科利尼基会展中心博物馆教育综合体举办。来自34个国家的100位书法家作品参展。  第三届国际书法展览会于2010年在大诺夫哥罗德市雅罗斯拉夫宫举办。来自43个国家的135位书法家作品参展。  第四届国际书法展览会于2012年在莫斯科现代书法博物馆举办。来自44个国家的143位书法家作品参展。[14]  第五届国际书法展览会于2017年在莫斯科现代书法博物馆举办。来自52个国家的90位书法家的201件作品参展。  索科利尼基公园为第六届国际书法展览会专门设立了独立展馆。此次展览的规模和范围均创记录。展出了来自世界60多个国家150位书法家的350多件作品。展会内容更为丰富：韩国著名大师金钟琪现场书法表演，中国大师罗磊直观展示了中国文字的发展历史，马林娜·汉科娃授课《比利宾画风之大写首字母》书法大师班等。[15][16] 
自国际书法展览会举办以来，了解优美书写艺术的总人数近84000人。

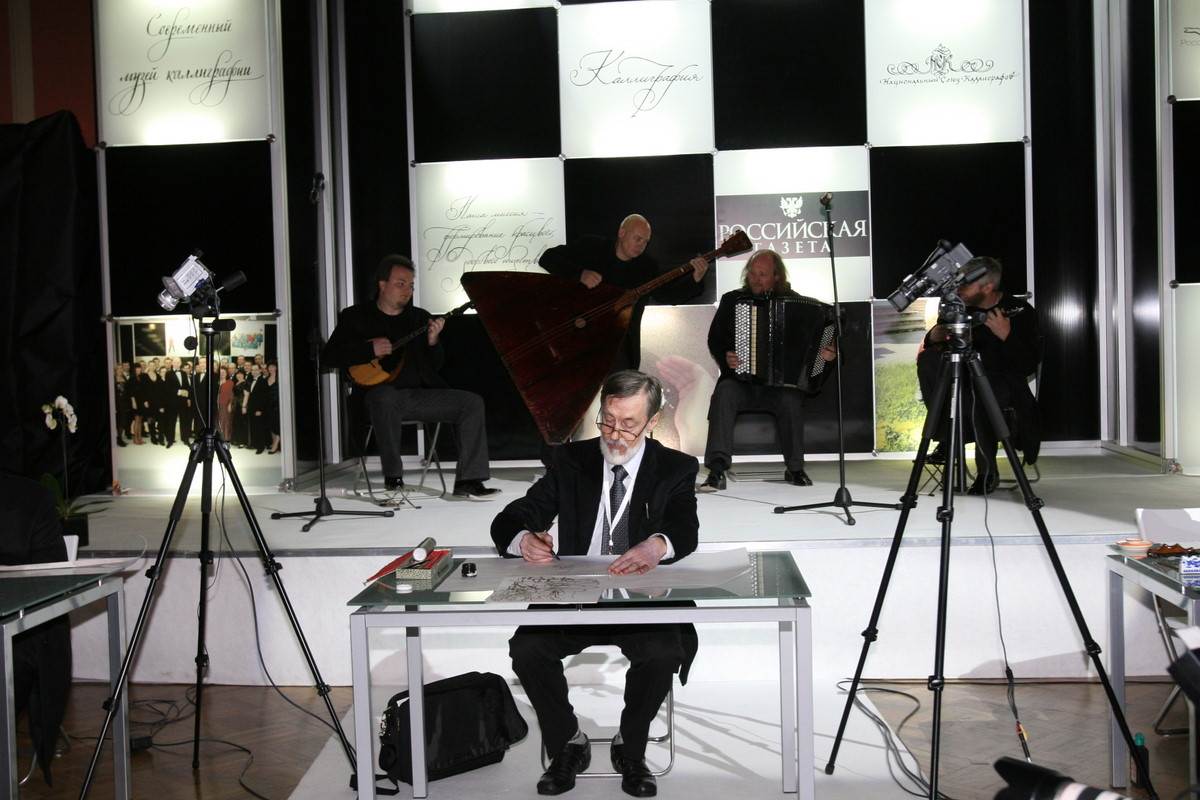
書法家在國際書法展覽的開幕式上進行書寫
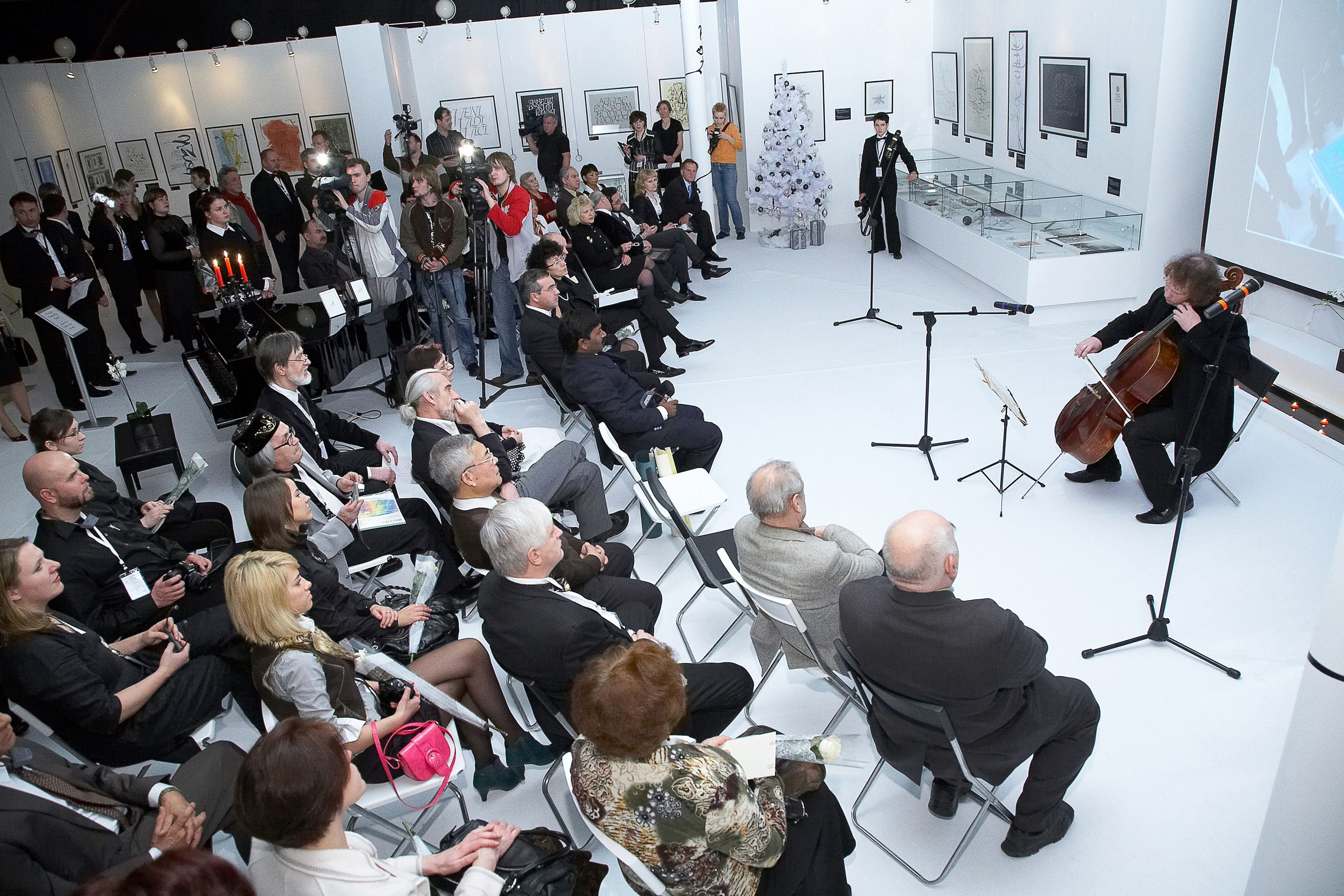
國際書法展覽的開幕式之書法奧秘展
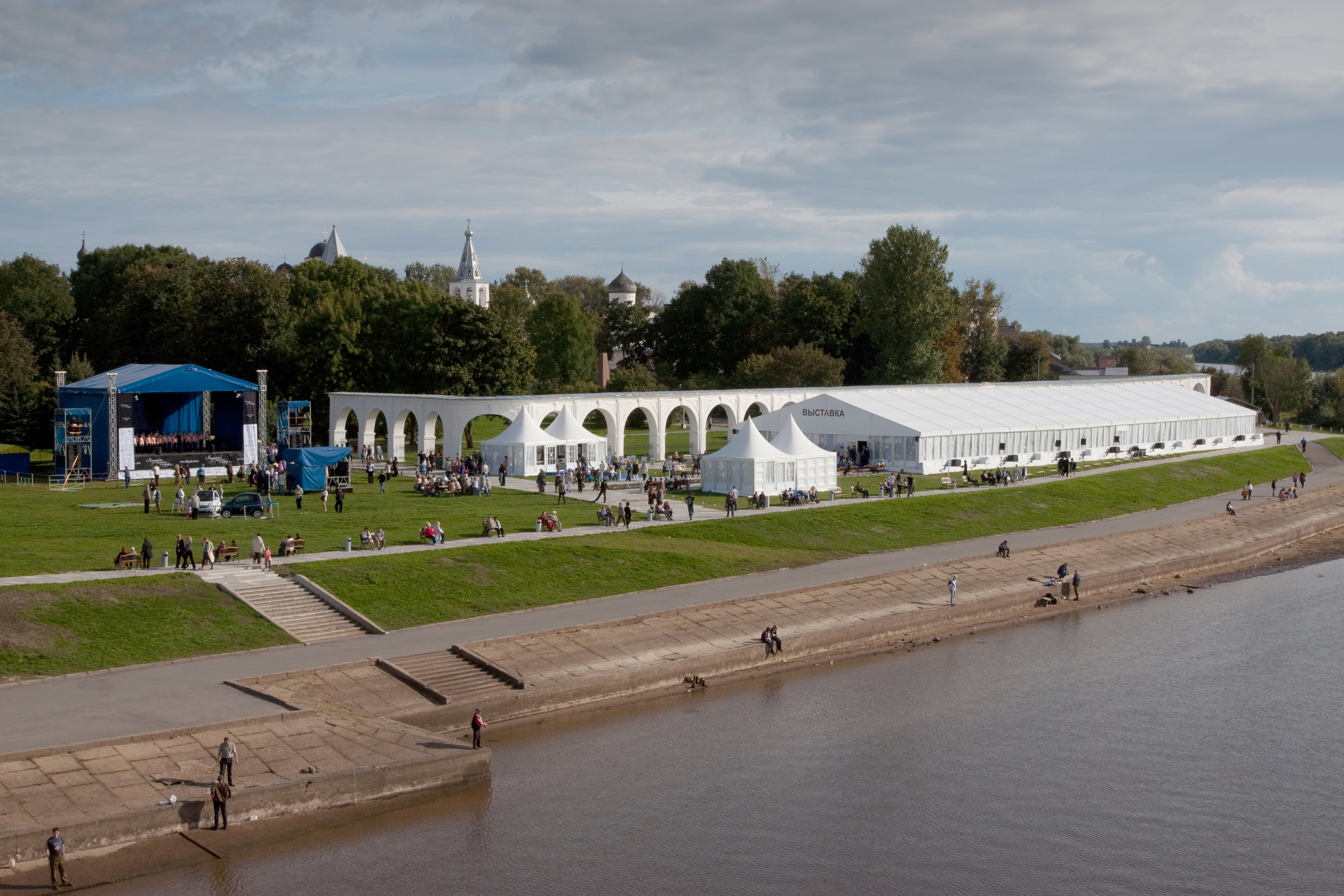
第三屆國際書法展覽，位於沃尔霍夫河河畔

- 艺术节盛会：

2009年4月14日——日本《樱花》文化节
2010年3月27-29日——日本文化节
2009年5月23日——斯拉夫文字日
- 大师班和见面会：  博物馆定期举办由俄罗斯国内外公认的优美书写艺术家授课的大师班。  鉴于书法艺术与其他艺术类型之间的密切关系，博物馆经常携手画家、设计师、音乐家和其他领域代表共同组织活动。

- 国立优美书写艺术学校：学校开办于2010年11月，以掌握各种书写工具及书写技巧，培养线条美感和理解字母结构，推广书法艺术为己任。[17]

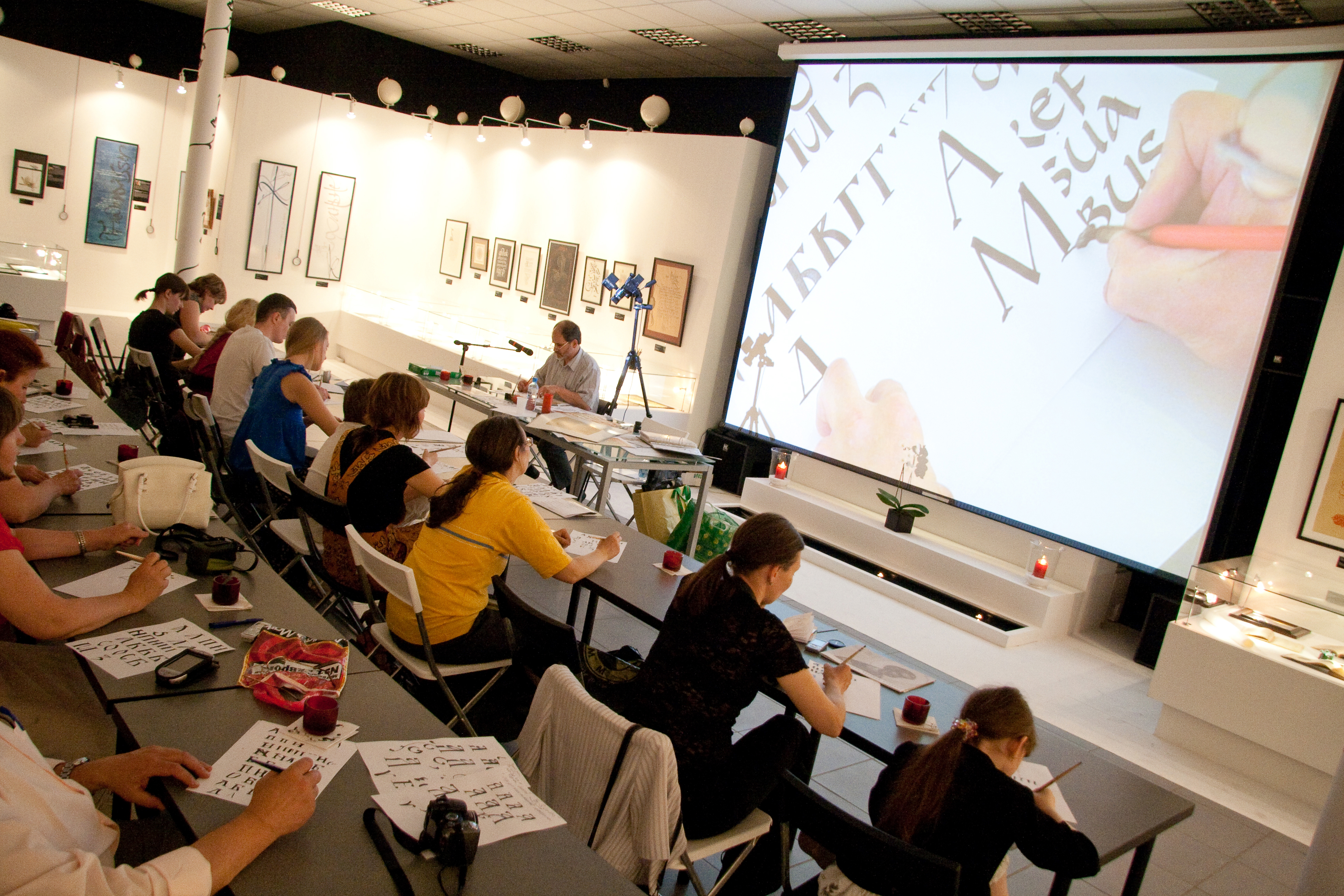
书法学校课堂
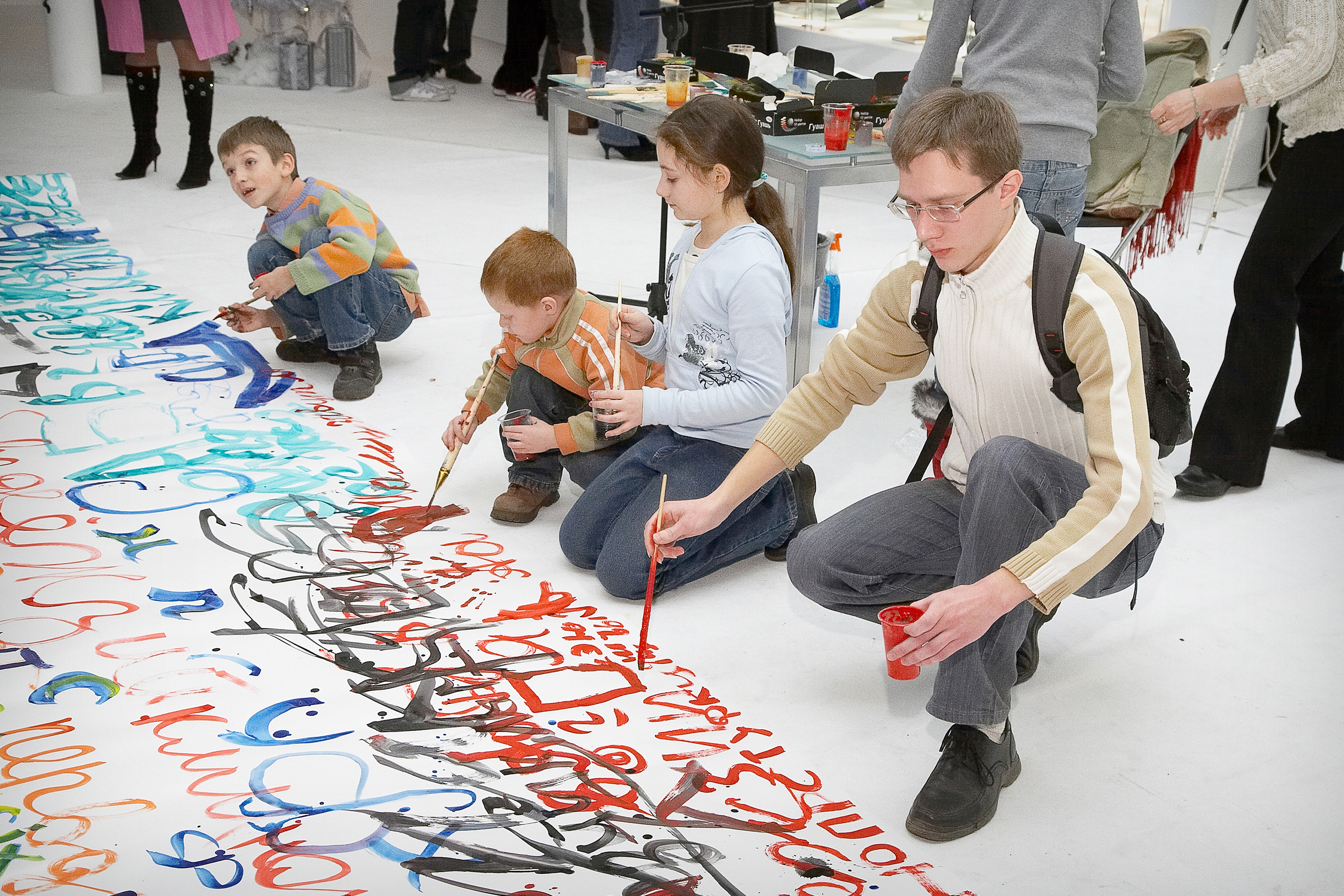
儿童大师班
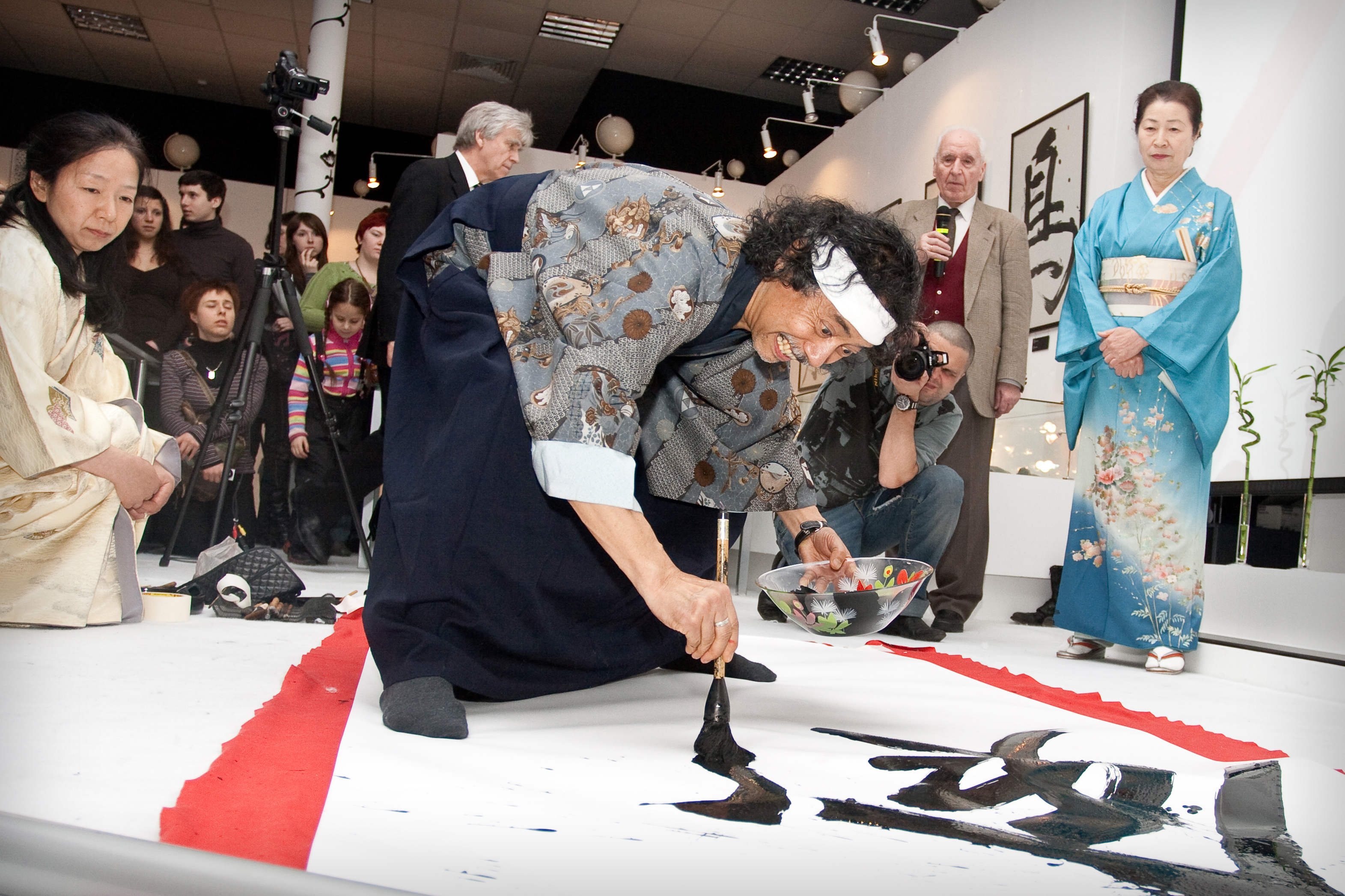
来自日本的书法家佐志田武房

## 展品
博物馆收藏的书法作品颇具特色，每一件都出自公认的书法大师之手。博物馆藏有展现书法艺术发展脉络，反映造型艺术新面貌的斯拉夫和欧洲文字精品，犹太和阿拉伯书法学校佳作，严谨的日本古典书法以及中国古文字范例；国内外书法艺术书籍；单本出版的稀有手稿;过去和现在的文具。 
博物馆收藏的主要是20世纪至21世纪初世界65个国家460位知名大师的书法作品，藏品数量达4000多件。
典藏精选：
- 首部也是目前唯一的一部俄罗斯联邦手书宪法。
- 十诫
- 门柱圣卷之王

博物馆馆藏圣礼书法经典

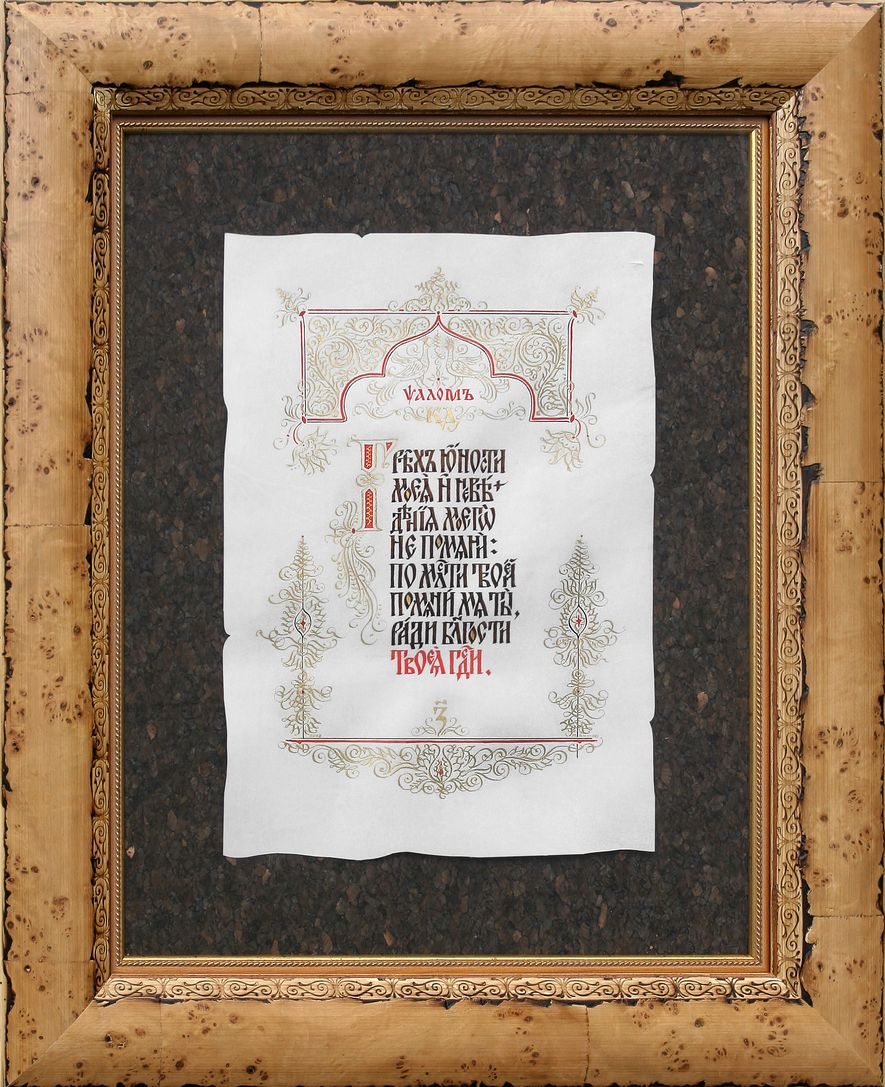
彼得·乔比季科, 俄罗斯 “求你不要记念我年轻和无知的罪恶……”，诗篇24篇，第7节
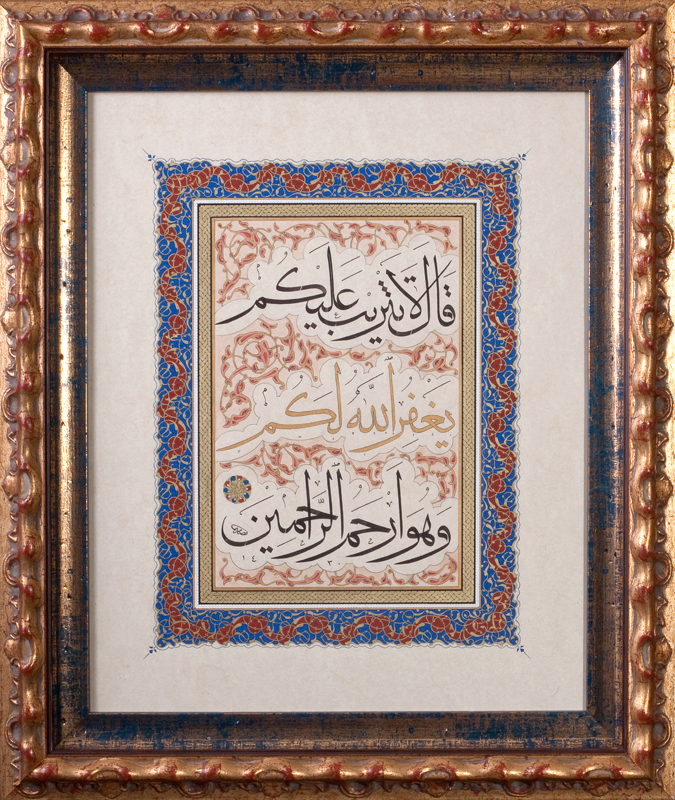
纳萨尔·曼苏尔，约旦 “今天对你们毫无谴责”古兰经12篇（优素福），第92节
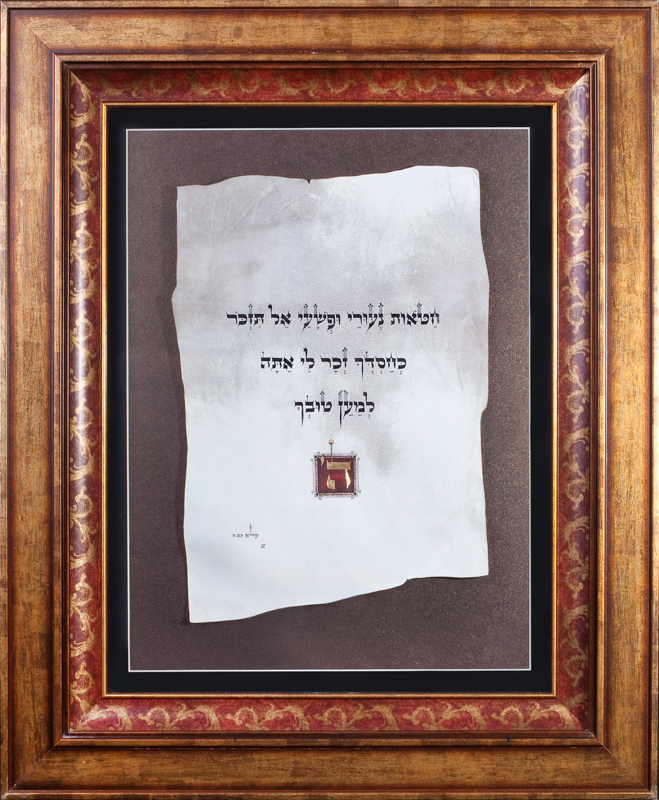
©  亚伯拉罕·博尔谢夫斯基，以色列 “求你不要记念我幼年的罪愆和过犯……”诗篇25篇，第7节

## 书法博物馆
- 當代書法博物館官方網站 （页面存档备份，存于）
- 當代書法博物館 （页面存档备份，存于）
- 博物馆和手稿图书馆 （页面存档备份，存于）
- 开普勒手稿图书馆 （页面存档备份，存于）
- 手稿博物馆(MsM)
- 成田书馆
- 现代化的书收集的国家艺术图书馆在维多利亚博物馆和科学博物馆
- 都齊林博物馆
- 克林斯伯爾博物馆 （页面存档备份，存于）
- 萨基普萨班哲博物馆

## 书展览
- 国际展览会的书法 （页面存档备份，存于）
- 书展的精神的艺术画廊 （页面存档备份，存于）
- 日本书法展